# Бугаенков, Иван Васильевич
Ива́н Васи́льевич Бугае́нков (род. 18 февраля 1938, хутор Бурлацкий, Кумылженский район, Сталинградская область, РСФСР, СССР) — советский волейболист, игрок сборной СССР (1960—1968). Двукратный олимпийский чемпион (1964 и 1968), двукратный чемпион мира (1960 и 1962), обладатель Кубка мира 1965, чемпион Европы 1967. Нападающий-доигровщик. Заслуженный мастер спорта СССР (1964).

## Биография

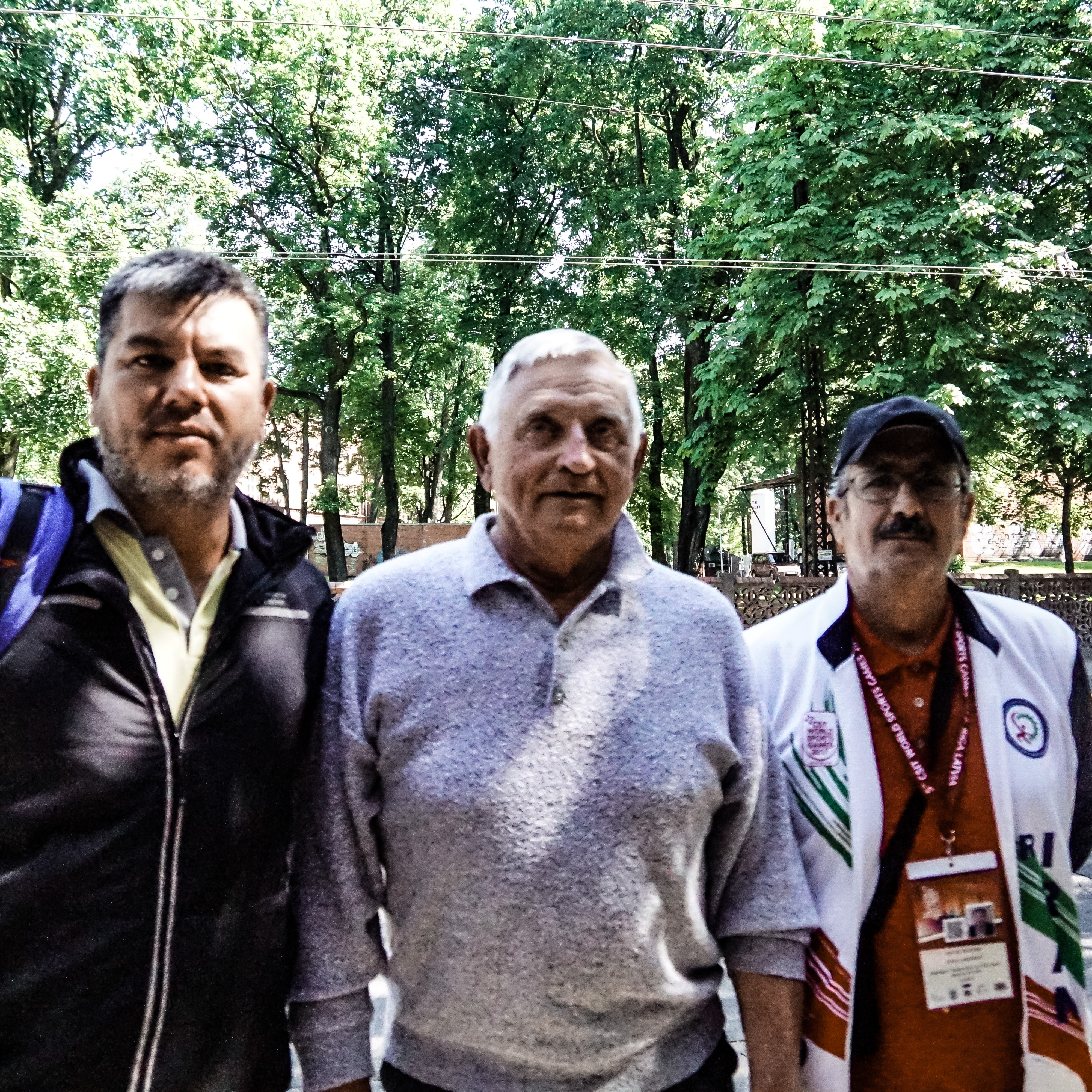
Рига, 2017 год

После окончания средней школы на хуторе переехал в Ригу, где поступил в Латвийский государственный институт физической культуры. Поначалу он выбрал плавание вольным стилем и занял второе место на первенстве Латвийской ССР, выполнил первый разряд. Лишь на втором курсе начал заниматься волейболом у Михаила Амалина и в 1957 году дебютировал в команде мастеров класса «А». До 1970 выступал за рижскую «Даугаву» / СКИФ / «Радиотехник». Четырёхкратный серебряный (1960, 1962, 1965, 1966) и двукратный бронзовый (1968, 1969) призёр чемпионатов СССР. Десять раз включался в список 24 лучших волейболистов СССР (1959—1968).
В сборной СССР в официальных соревнованиях выступал в 1960—1968 годах. В её составе: двукратный олимпийский чемпион (1964 и 1968), двукратный чемпион мира (1960 и 1962), бронзовый призёр мирового первенства 1966, победитель розыгрыша Кубка мира 1965, чемпион Европы 1967 и бронзовый призёр европейского первенства 1963, чемпион Универсиады 1963.
После окончания в 1970 году игровой карьеры работал тренером, затем заведующим кафедрой физкультуры Рижского Краснознамённого института инженеров гражданской авиации (РКИИГА) (1976—1991). В 1959 году окончил Латвийский государственный институт физической культуры. Член КПСС с 1962 года.
В 1992—2005 работал в Иране тренером юниорских и молодёжных сборных страны.
29 октября 2009 года включён в Зал волейбольной славы в Холиоке (США).
Проживает в Латвии.

## Награды
- орден «Знак Почёта» (30.03.1965)
- почётный знак «За заслуги в развитии физической культуры и спорта» (1988)
- Почётные грамоты Президиума Верховного Совета Латвийской ССР и Кабинета министров Латвийской Республики (2008)